# Diplopterygium maximum
Diplopterygium maximum är en ormbunkeart som först beskrevs av Ren-Chang Ching, och fick sitt nu gällande namn av Ren-Chang Ching och H. S. Kung. Diplopterygium maximum ingår i släktet Diplopterygium och familjen Gleicheniaceae. Inga underarter finns listade.